# Badminton-Bundesliga 2001/02
Die Badminton-Bundesligasaison 2001/2002 bestand aus einer Vorrunde im Modus "Jeder-gegen-jeden" mit Hin- und Rückspiel. In der Play-off-Runde traten der 1. und der 4. sowie der 2. und der 3. in einem Hin- und Rückspiel gegeneinander an. Die Sieger der beiden Partien ermittelten den Deutschen Meister, ebenfalls in einem Hin- und Rückspiel. Meister wurde der SC Bayer 05 Uerdingen. Absteigen mussten der Neuling BV RW Wesel und die SG Anspach, da die Bundesliga im Folgejahr wieder von 9 auf 8 Mannschaften reduziert wurde. Des Weiteren zog auch GW Wiesbaden seine Mannschaft nach der Saison aus der Bundesliga zurück.

## Tabelle nach der Vorrunde
| Platz | Mannschaft                  | Spiele | Punkte | Spielverh. |
| ----- | --------------------------- | ------ | ------ | ---------- |
| 1     | SC Bayer 05 Uerdingen       | 16     | 28:4   | 105:23     |
| 2     | VfB Friedrichshafen         | 16     | 27:5   | 91:37      |
| 3     | PSV Grün-Weiß Wiesbaden     | 16     | 24:8   | 82:46      |
| 4     | BC Eintracht Südring Berlin | 16     | 22:10  | 84:44      |
| 5     | FC Langenfeld               | 16     | 18:14  | 71:57      |
| 6     | 1. BC Beuel                 | 16     | 12:20  | 56:72      |
| 7     | TuS Wiebelskirchen          | 16     | 9:23   | 50:78      |
| 8     | SG Anspach                  | 16     | 2:30   | 21:107     |
| 9     | BV Wesel Rot-Weiss (N)      | 16     | 2:30   | 16:112     |

## Play-off-Runde

### Halbfinale
| Datum     | Gastgeber             | Gast                  | Ergebnis |
| --------- | --------------------- | --------------------- | -------- |
| 22.3.2002 | SC Bayer 05 Uerdingen | BC Eintracht Südring  | 6:2      |
| 23.3.2002 | BC Eintracht Südring  | SC Bayer 05 Uerdingen | 3:5      |
| 23.3.2002 | VfB Friedrichshafen   | PSV GW Wiesbaden      | 8:0      |
| 24.3.2002 | PSV GW Wiesbaden      | VfB Friedrichshafen   | 3:5      |

### Finale
| Datum     | Gastgeber             | Gast                  | Ergebnis |
| --------- | --------------------- | --------------------- | -------- |
| 26.4.2002 | VfB Friedrichshafen   | SC Bayer 05 Uerdingen | 2:6      |
| 28.4.2002 | SC Bayer 05 Uerdingen | VfB Friedrichshafen   | 3:3      |

## Endstand
- 1. SC Bayer 05 Uerdingen
(Kenneth Jonassen, Kristof Hopp, Chris Bruil, Rune Massing, Rikke Olsen, Nicole Grether, Colin Haughton, Judith Meulendijks, Erica van den Heuvel, Christine Skropke, Silke Gabriel, Simon Archer, Jürgen Arnold, André Bertko, Stephan Kuhl)
- 2. VfB Friedrichshafen
(Henrik Bengtsson, Tomas Johansson, Ingo Kindervater, Lars Paaske, Michael Pongratz, Björn Siegemund, Peter Weinert, Rasmus Wengberg, Xu Huaiwen, Bettina Mayer, Nicol Pitro, Claudia Vogelgsang)
- 3. PSV Grün-Weiß Wiesbaden
(Mark Constable, Klaus Ebeling, Darren Hall, Michael Helber, Jon Holst-Christensen, Rexy Mainaky, Yoseph Phoa, Oliver Pongratz, Richard Vaughan, Arnd Vetters, Karina de Wit, Lotte Jonathans, Heike Laufer, Nicole Phoa, Nicole van Hooren)
- 3. BC Eintracht Südring Berlin
(Vladislav Druzhchenko, Rikard Magnusson, Jyri Aalto, Henrik Andersson, Peter Axelsson, Mikael Rosén, Roland Kapps, Bram Fernardin, Anja Weber, Catrine Bengtsson, Julia Mann, Margit Borg)